# PKP ペチェネグ
PKP ペチェネグ（露：ПКП Печенег / PKP Pecheneg）は、ロシアの汎用機関銃である。名称は東欧の遊牧民ペチェネグ人に由来する。

## 概要
ペチェネグはPKMの後継として2001年に採用され、PKMと同じ7.62x54mmR弾を使用する。
特殊な空冷銃身によって命中精度を高めると同時に、連続射撃時間と有効射程を伸ばしており、ロシア連邦軍の将来歩兵システムであるラトニクの構成要素として採用されている。

## 構造
ペチェネグは構造、機構、照準器や銃床といった多くの点でPKMと類似しており、PKM用の三脚も利用できる。また、PKMに比べ重量は増えているものの汎用機関銃としては比較的軽量な部類である。
PKMとの主な相違点は銃身にあり、戦闘中の銃身交換を想定していない。ルイス軽機関銃のものと同じ原理の空冷カバーが銃身に被せられており、冷却空気はカバー後部に開けられた長丸形状の穴からカバー内に入り、銃口から噴出する装薬の燃焼ガスによって生じる圧力差の作用でカバー内を前進して、銃身を冷却したのち銃口周囲の小穴から前方へ放出される。銃身本体の外周には、表面積を増やすためのリブが加工されている。また、銃身の過熱によって生じる陽炎（シュリーレン現象）から射手の視界を確保するためのバーが固定キャリングハンドルから銃身へと接続しているほか、サプレッサーを装着することができる。
一方で折り畳み式の二脚は銃口近くに固定され移動できないため、PKMに比べ仰俯角が取りづらい欠点がある。
ペチェネグ-SPは一部にチタン合金を使用しピカティニー・レールや、折りたたむこともできる伸縮式銃床、追加の銃把を採用しているのが特徴で、特殊部隊向けに配備が進んでいる。

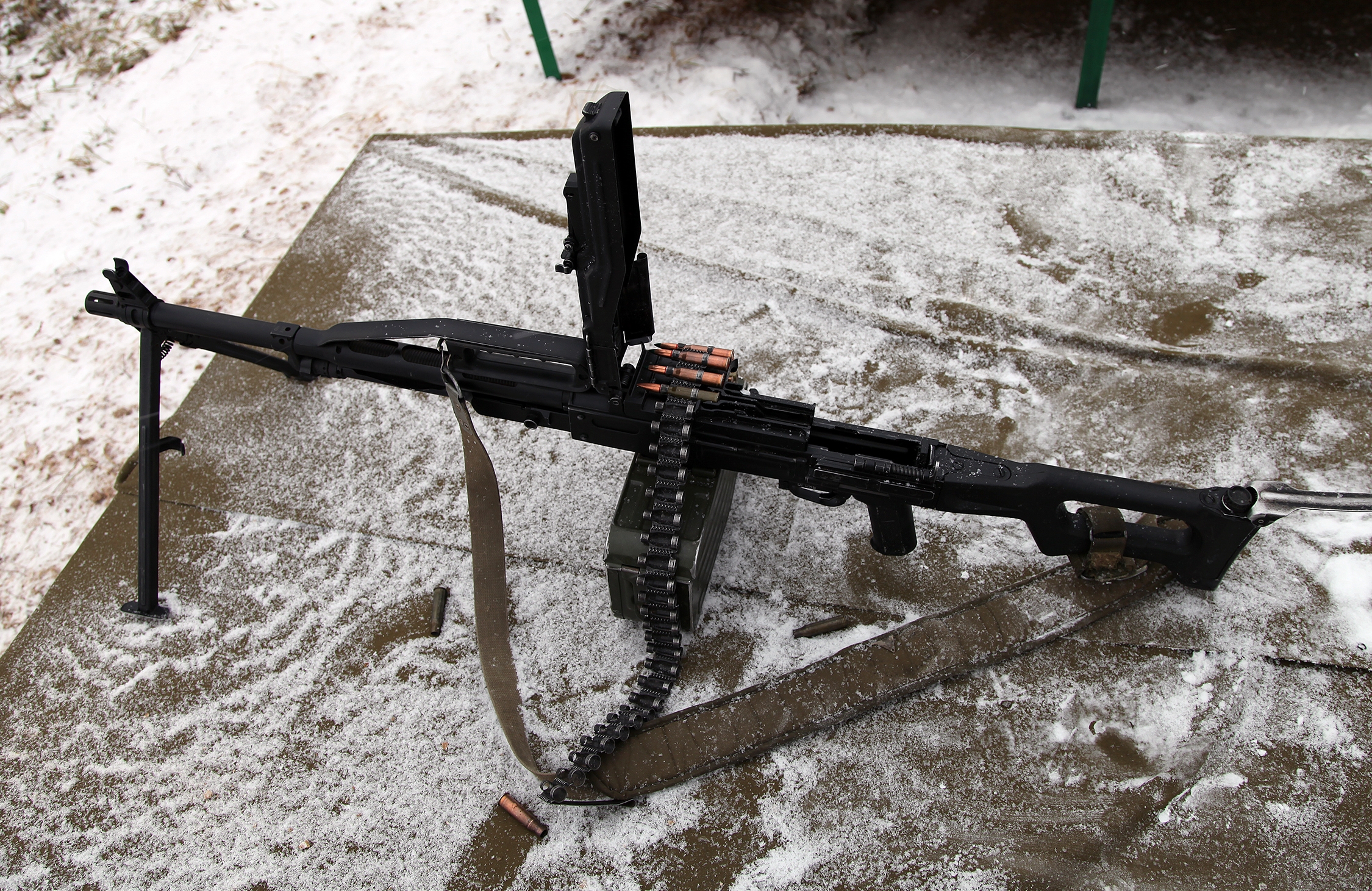
給弾機構を開いた状態。キャリングハンドルの下には空冷カバーの空気導入穴と、その中のリブ付き銃身が見える。
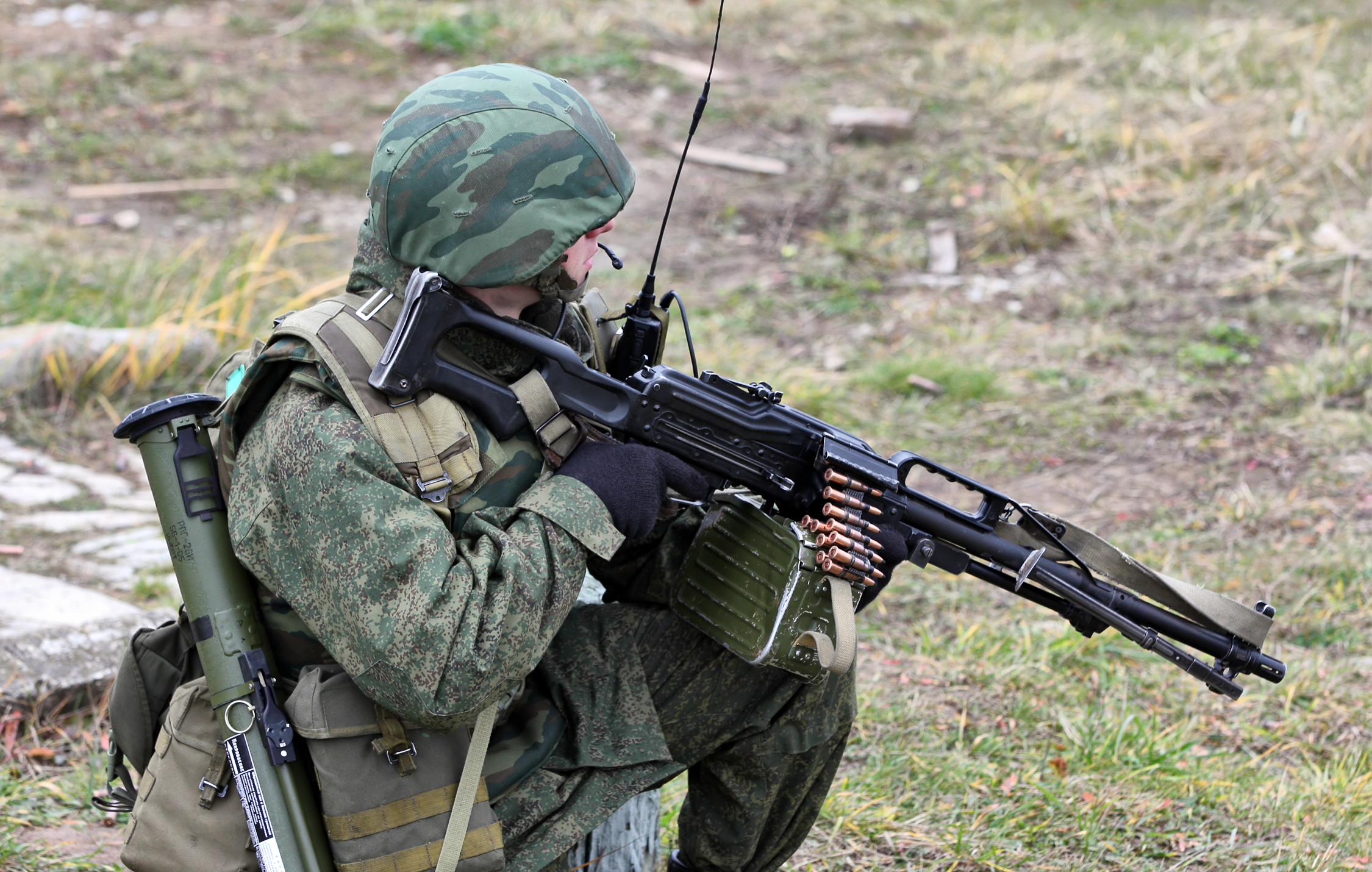
ロシア陸軍第4親衛戦車師団の偵察兵。

## バリエーション

### PKPN
PKPNは、PKPのドブテイルマウントに暗視装置を取り付けた仕様。NSPUを装備したモデルはPKPN1(GARU：6P41N1)と呼ばれ、NSPUMを装備したモデルはPKPN2(GARU：6P41N2)と呼ばれ、NSPU-3を装備したモデルはPKPN3(GARU：6P41N3)と呼ばれる。

### PKPS
PKPS(GARU：6P41S)は、PKPに6T5などの三脚を取り付けた仕様。NSPUを装備したモデルはPKPSN1(GARU：6P41SN1)と呼ばれ、NSPUMを装備したモデルはPKPSN2(GARU：6P41SN2)と呼ばれ、NSPU-3を装備したモデルはPKPSN3(GARU：6P41SN3)と呼ばれる。

### PKPM
PKPM(GARU：6P41M)は、PKPの近代化仕様。銃床の形状を変更し、チークパッドを追加し、PKPの最大の特徴であった特殊な空冷銃身を廃止し、銃身交換で対応する従来の方式になっている。また銃口にサプレッサーが取り付けられたり、レシーバー上側にピカティニーレールが追加されていたりと汎用性が向上している。そして標準でフォアグリップを備えている。

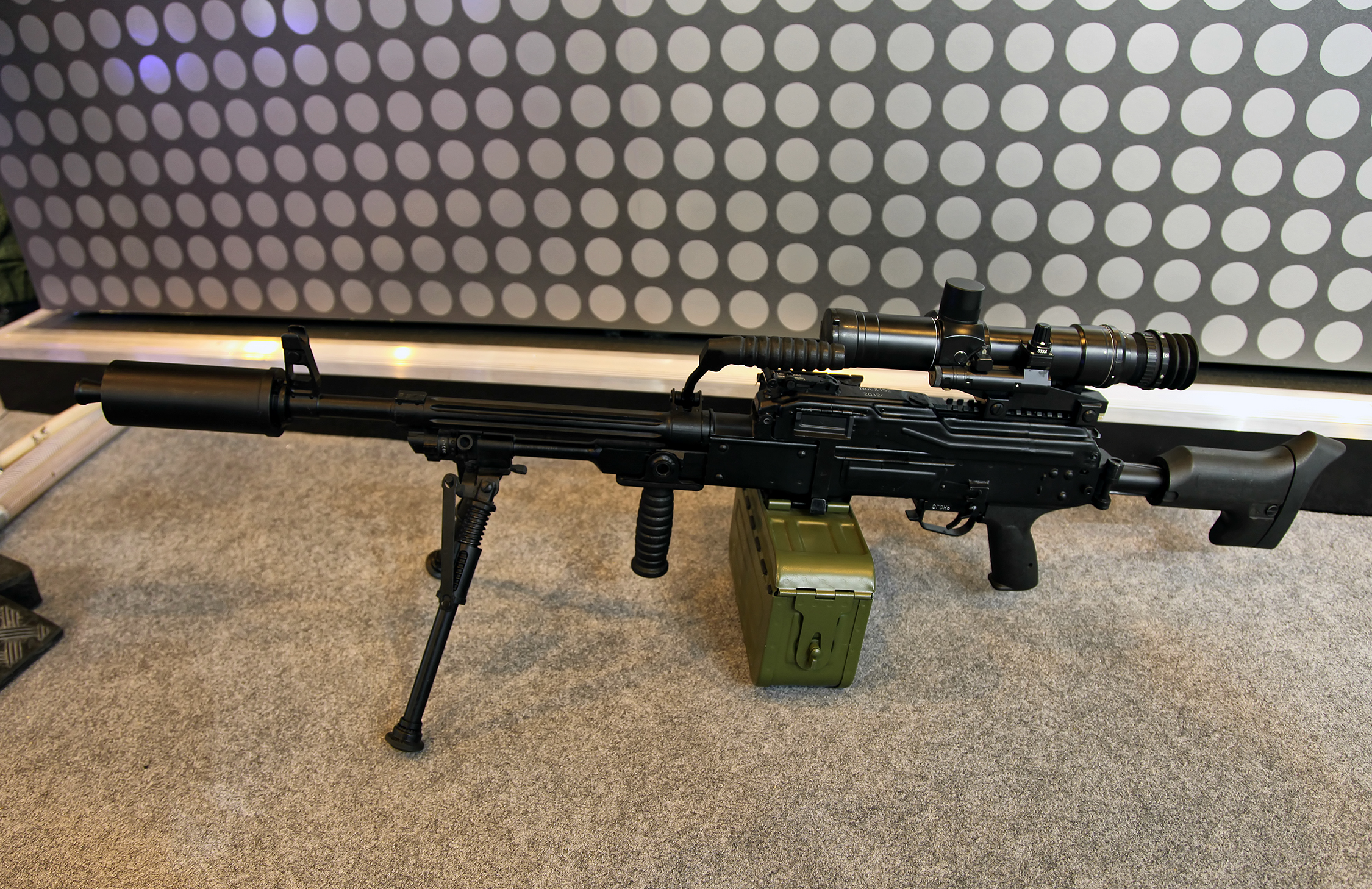
PKP SP

### PKP SP
PKP SP(GARU：6P69)は、PKPMの特殊部隊仕様。銃床が長さが調整可能なものへ変更されている。

### PKP ブルパップ
PKP ブルパップは、PKPのブルパップ仕様。ブルパップ化によって従来の銃身長を維持しながら270mm全長が短縮され、重量は0.5Kg軽くなっている。弾薬箱はトリガーガード全面に配置され、キャリングハンドルと、ハンドガード下部にピカティニーレールを備えている。レシーバー後端には短い銃床とチークパッドを備えている。また2013年9月18日にイジェフスク造兵廠でウラジミール・プーチンの前で実射試験が行われた。

## 採用国
- ロシア
- カザフスタン
- キルギス
- シリア
- ナミビア

## 登場作品

### ゲーム
『surviv.io』
軽機関銃として登場。アイコンではブルパップ型となっている。ゲーム中で最も強力な武器の一つとなっている。
『コール オブ デューティ モダン・ウォーフェア3』
ライトマシンガンとして登場。ただし給弾口が左側になっている。
『ドールズフロントライン』
萌え擬人化されたものが星5戦術人形「PKP」として登場。
『バトルフィールド4』
援護兵の武器として「PKP PECHENEG」の名称で登場。
『バトルフィールド2042』
軽機関銃としてブルパップ型が「PKP-BP」の名称で登場。
『メダル・オブ・オナー ウォーファイター』
シングルプレイで敵兵が使用し、プレイヤーも使用可能。
『レインボーシックス シージ』
ブルパップが「6P41」の名称で登場。